# Tipula (Pterelachisus) phaeopasta
Tipula (Pterelachisus) phaeopasta is een tweevleugelige uit de familie langpootmuggen (Tipulidae). De soort komt voor in het Palearctisch gebied.